# マツグミ
マツグミ (Taxillus kaempferi)は、寄生性の樹木の一つ。マツなどの針葉樹を宿主とする。

## 特徴
半寄生性の常緑低木。若枝は当初は褐色の短毛が密生するが、すぐに無毛となる。葉は革質で、倒披針形で先端は丸く、基部では次第に狭くなって長さ1-2mmの葉柄に流れる。葉身は両面とも無毛で、長さ1.5-4cm、幅0.4-0.9cm。
花期は7-8月。枝の脇に短い集散花序を生じ、数個の花をつける。花は筒状で赤く、先端は4裂して、それぞれに反り返る。筒状部の長さは1.5cmほど。果実は楕円状球形で長さ約5mm、赤く熟する。
和名は松グミであり、松の上に生え、実がグミのようなのでこう呼ばれる。他にマツノヤドリギ、マツグイメ、マツボヤ、ツゲマツ、マツムメなどの地方名が知られている。

## 分布
本州では関東から富山県以南、四国、九州に分布する。

## 生態
半寄生植物で、樹木の幹に根を下ろす。宿主になるのは針葉樹で、クロマツ、アカマツ、モミ、ツガ、トガサワラなどが挙げられる。赤い筒状の花はメジロなどの鳥類による花粉媒介が行われるものと考えられ、種子散布も鳥による。

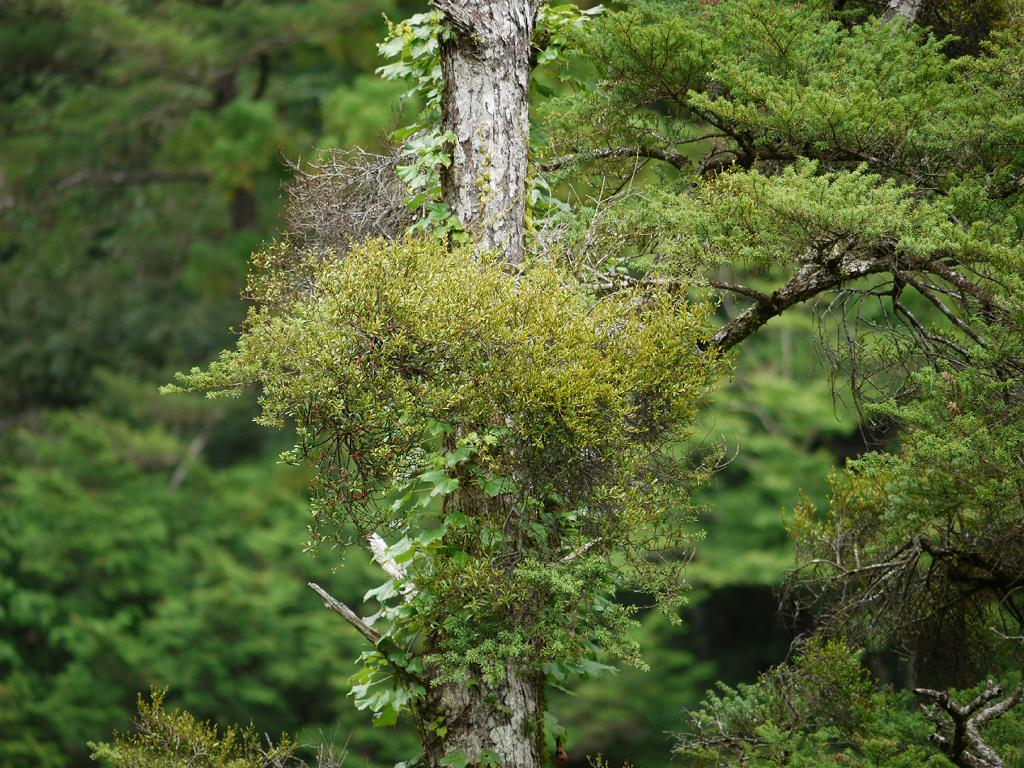
寄生している状況

## 利害
大きな害をなすものではない。
果実は食べられるので、かつては子供がおやつ代わりに集めたものである。ほのかに甘く、またチューインガムのように何度も噛んで楽しめる。ただしそれよりはずっと早くに溶けてしまうとのこと。伊勢地方では店で売っていたこともあった由。
また、民間療法として、高血圧症の治療と予防に使われた。その成分に降圧効果があることも知られており、その成分についての研究も行われている。